# گامابونگ
گامابونگ (به لاتین: Gamabong) یک کوه در کره جنوبی است که در کره جنوبی واقع شده‌است. گامابونگ ۱٬۱۹۱ متر بالاتر از سطح دریا واقع شده‌است.